# Félix Ciccolini
Pour les articles homonymes, voir Ciccolini.
Félix Ciccolini, né le 2 octobre 1916 à Cozzano (Corse) et mort le 1er mai 2010 à Ajaccio (Corse-du-Sud), est un homme politique français. Maire d'Aix-en-Provence de 1967 à 1978, il est sénateur des Bouches-du-Rhône de 1971 à 1989.

## Carrière politique
Avocat de profession et bâtonnier de l'ordre, ses premiers engagements politiques se font auprès de la SFIO, avant d'intégrer le Parti socialiste.
Félix Ciccolini exerce ses fonctions municipales à une époque où la ville d'Aix-en-Provence connaît un essor démographique et économique sans précédent provoqué à la fois par l'arrivée massive de rapatriés d'Algérie et l'accroissement de la capacité touristique de la ville. À cet égard, il est directement impliqué dans le développement de la vaste ZAC du Jas-de-Bouffan, à l'ouest d'Aix-en-Provence, qui va connaître des bouleversements immobiliers tels que ce quartier de la ville compte aujourd'hui plus de 12 000 habitants à lui seul. C'est lui qui, en avril 1969, prend la décision de construire sur ce quartier en devenir « 5 075 logements moyens, des écoles, des commerces, un collège, un stade et un centre omnisports sur 169 hectares de terrain ».
Félix Ciccolini intervient aussi dans le développement de la ZUP Encagnane qui permet le logement de nombreuses familles de rapatriés. Sa famille politique le juge discret, honnête, têtu, travailleur, bien que peu enclin à l'art oratoire.

### Élections municipales de 1965
Pour les élections municipales de 1965, Félix Ciccolini, membre du parti socialiste, tente de réaliser une ouverture vers le centre. Sa liste compte seulement 7 membres de la SFIO, 5 radicaux et, surtout, 26 apolitiques. Le Parti communiste n'est, lui, pas sollicité pour appartenir à cette liste, alors qu'il avait permis la victoire de Ciccolini, suppléant de Louis Philibert, aux élections législatives de 1962. Ce choix va être fatal à la liste de gauche, car la liste communiste se maintient au second tour et fait échec à celle qui est menée par Ciccolini. Le score, très serré, voit la victoire d'Henri Mouret (liste modérée) par 12 584 voix contre 12 535 à Félix Ciccolini.
Félix Ciccolini conteste la victoire de son adversaire, affirmant que 113 professions de foi avaient été comptées comme nulles. Quelques semaines plus tard, le tribunal administratif de Marseille invalide la précédente élection. Mouret et Ciccolini en appellent au Conseil d'État qui, dans un arrêt en date du 13 janvier 1967 annule les résultats de 1965 et proclame victorieuse la liste de gauche avec 41 voix d'avance. Ainsi, Félix Ciccolini devient maire d'Aix-en-Provence le 27 janvier 1967. Il le restera jusqu'au 29 juin 1978.

### Élections municipales de 1971
En mars 1971, Félix Ciccolini conserve le même type d'alliance pour les nouvelles élections municipales. Trois listes lui font face : la liste communiste et deux listes à droite, l'une menée par Henri Mouret, l'ancien maire, l'autre par Arrighi de Casanova, membre du conseil municipal en 1944, et qui tente de s'allier avec le centre et qui compte même deux socialistes dans ses rangs. La victoire sera nette pour la liste Ciccolini puisque celui-ci parvient à prendre des voix communistes dès le premier tour. Les deux listes de droite se retirent à l'issue du premier tour et la liste Ciccolini affronte la liste communiste au second tour. 5 000 voix d'électeurs de droite vont se reporter en faveur du maire sortant et ainsi favoriser une réélection écrasante avec plus de 77 % des voix.
Son premier adjoint, Jean-François Picheral, sera maire d'Aix-en-Provence de 1989 à 2001.

### Élections municipales de 1977
Félix Ciccolini vise un troisième mandat à l'occasion des élections municipales de 1977. Son adversaire principal est un jeune avocat de 35 ans, Alain Joissains. Si Ciccolini arrive en tête du premier tour, il ne totalise que 13 842 voix, contre 13 548 pour Joissains. Le second tour confirme le premier : Félix Ciccolini recueille 50,93 % des voix, soit une légère avance de 728 voix. Alain Joissains conteste les résultats, et le tribunal administratif, puis le Conseil d'État, prononcent et confirment l'annulation.
Félix Ciccolini reste maire de la ville jusqu'aux nouvelles élections qui sont organisées en 1978. Alain Joissains l'emporte largement, de plus de deux mille voix (52,37 %). Félix Ciccolini cesse donc d'être maire d'Aix le 29 juin 1978.
Il conteste à nouveau cette élection, au motif qu'une colistière de Joissains n'avait pas de domicile fiscal à Aix. L'élection est à nouveau annulée.
En octobre 1979, un troisième vote vient porter à la mairie Alain Joissains, qui recueille plus de 50 % des voix dès le premier tour. Félix Ciccolini ne s'est pas présenté à ces élections ; la liste de gauche était menée par Jean-François Picheral, qui a été préféré à l'ancien maire par Gaston Defferre, alors secrétaire de la Fédération du parti socialiste des Bouches-du-Rhône[réf. nécessaire].
Félix Ciccolini a également été conseiller général des Bouches-du-Rhône de 1964 à 1988, membre de la commission permanente, période à l'issue de laquelle il ne s'est pas représenté[réf. nécessaire].

### Sénateur des Bouches-du-Rhône

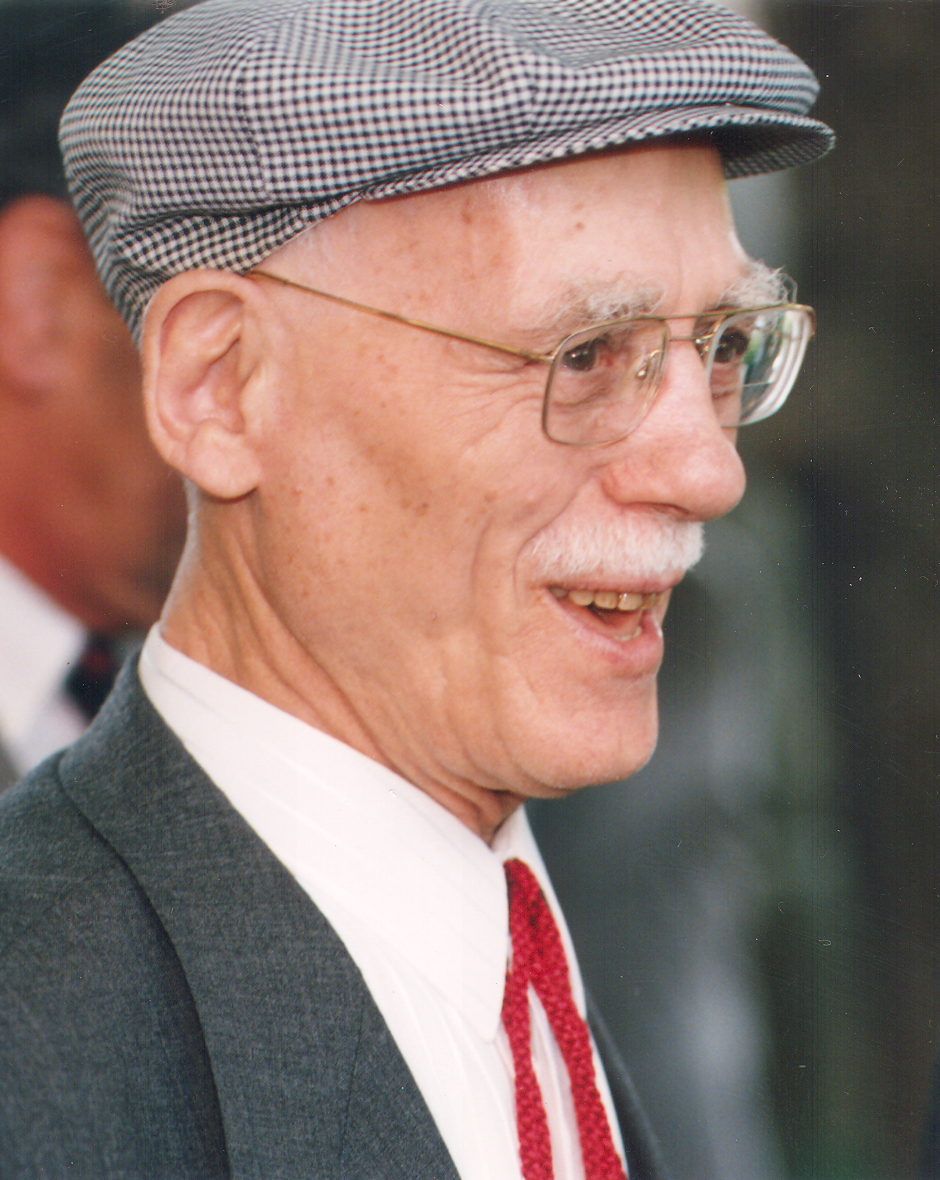
Félix Ciccolini.

D'abord membre de la SFIO, il devient par la suite membre du Parti socialiste. Il est élu sénateur des Bouches-du-Rhône le 26 septembre 1971 et réélu le 28 septembre 1980. Il abandonne sa fonction de sénateur en ne se représentant pas aux élections du 1er octobre 1989. Au cours de ses mandats de sénateur, il a aussi été vice-président du Sénat et vice-président de la commission des lois constitutionnelles, de législation, du suffrage universel, du Règlement et d'administration générale.
En 1975, il est l'auteur d'un rapport préconisant de généraliser le juge unique devant le tribunal correctionnel. En 1979, il rédige un rapport fait au nom de la délégation parlementaire pour la radiodiffusion-télévision française.